# I'll Always Be Right There
I'll Always Be Right There è una canzone del cantante canadese Bryan Adams
Si tratta del settimo singolo ad essere estratto dall'album 18 til I Die, pubblicato nel 1996 si avvale della collaborazione di Michael Kamen all'arrangiamento e del chitarrista Phil Palmer.

## Classifiche

### Classifiche settimanali
| Classifica (1997)                | Posizione più alta |
| Stati Uniti (adult contemporary) | 3                  |
| Stati Uniti (adult top 40)       | 33                 |
| Stati Uniti (hot 100 airplay)    | 59                 |

### Classifiche di fine anno
| Classifica (1997)                | Posizione |
| -------------------------------- | --------- |
| Stati Uniti (adult contemporary) | 10        |